# Asahi šimbun
Asahi šimbun (japonsky 朝日新聞; [asaçiɕiꜜmbɯɴ]IPA) je japonský deník, který vychází od 25. ledna 1879 a je tak jedním z nejstarších deníků v Japonsku a celkově v Asii. K červnu 2020 bylo vytištěno 5,16 milionu kusů v ranní a 1,55 milionu kusů ve večerní verzi. Z hlediska nákladu je Asahi šimbun po Jomiuri šimbun druhým největším deníkem na světě. V případě digitální verze však zaostává za mnohými celosvětovými deníky, jako je například The New York Times.
Deník vydává mediální konglomerát sídlící v Ósace Kabušiki gaiša Asahi šimbun-ša. Společnost mezi sebou vlastní zakládající rodiny Murajama a Ueno.
Dle mediální zprávy, kterou v roce 2018 zveřejnil Institut Reuters, má Asahi šimbun ze všech hlavních japonských deníků nejmenší důvěru veřejnosti. Důvěra však klesá i u ostatních hlavních deníků.
Asahi šimbun je jedním z pěti největších japonských deníků, těmi zbylými jsou Jomiuri šimbun, Mainiči šimbun, Nihon keizai šimbun a Čúniči šimbun.